# Simfonia núm. 3 (Ives)

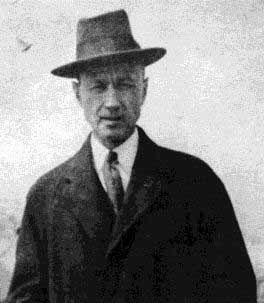
Retrat de Charles Ives el 1913.

La simfonia núm. 3, S. 3 (K. 1A3), La reunió del campament, de Charles Ives (1874–1954) va ser escrita entre 1908 i 1910. El 1947, la simfonia va rebre el Premi Pulitzer de música. Es diu que Ives va donar la meitat dels diners a Lou Harrison, que va dirigir l'estrena.

## Estructura
La simfonia es divideix en tres moviments:
1. Old Folks Gatherin – Andante maestoso
2. Children's Day – Allegro
3. Communion – Largo

Aquesta simfonia destaca per l'ús d'una orquestra de cambra, en lloc de l'orquestra completa que va utilitzar Ives per a les seves altres simfonies. La simfonia també és força curta i dura aproximadament vint minuts.

## Instrumentació
La simfonia està escrita per a una orquestra de cambra d’una flauta travessera, oboè, clarinet, fagot, dues trompes, trombó, campanes i cordes (violins, violes, violoncel i contrabaixos).

## Composició
La simfonia té moltes influències, incloent-hi cançons de guerra, danses i música clàssica europea en general. Evoca reunions de camp durant la seva infància, quan la gent es reunia als camps per cantar, predicar i escoltar. Ives era nostàlgic i sentimental, mirant enrere com a compositor modern en una infantesa del segle xix amb himnes, campanes i jocs infantils en els tres moviments. La simfonia està plena de complexes harmonies i mètriques.

## Estrena
Tot i que no hi ha proves concloents que Ives i Gustav Mahler es van conèixer mai, Mahler havia vist el manuscrit i havia parlat d'estrenar la simfonia amb la Filharmònica de Nova York. També hi ha una història, que va explicar Ives, que Mahler va portar la partitura a Europa, planejant dirigir-la allà. La mort de Mahler el 1911 va impedir fer aquestes actuacions i la suposada partitura mai no s'ha localitzat.
No hi va haver més interès per la simfonia fins que Lou Harrison, un gran fan de la música d'Ives, la va dirigir finalment a Nova York el 5 d'abril de 1946. Bernard Herrmann, un altre compositor que es va fer amic d’Ives, va dirigir una interpretació de la simfonia a la cadena CBS poc després.